# Dasyphora tianshanensis
Dasyphora tianshanensis är en tvåvingeart som beskrevs av Ni 1982. Dasyphora tianshanensis ingår i släktet Dasyphora och familjen husflugor. Inga underarter finns listade i Catalogue of Life.